# 和智元経
和智 元経（わち もとつね）は、戦国時代から江戸時代初期にかけての武将。安芸国の戦国大名・毛利氏重臣である口羽春良の次男で、毛利氏重臣の和智元俊の養子となる。

## 生涯
安芸国の戦国大名・毛利氏の重臣である口羽春良の次男として生まれ、永禄3年（1560年）以前に毛利氏重臣の和智元俊の養子となる。
まだ幼名の「虎法師」を名乗っていた永禄3年（1560年）7月22日、毛利隆元から周防国都濃郡末武の内の20石の地を給地として与えられる。
天正10年（1582年）3月8日、毛利輝元の命を受けて粟屋元相と共に穂井田元清への見舞いの使者となり、同年2月の八浜合戦において手を負傷しつつ宇喜多基家を討ち取った元清の戦功を賞すると共に、太刀一腰と刀一腰を贈った。
慶長4年（1599年）12月19日、粟屋元通の三男で元経の婿養子となった粟屋元宣に1319石余の給地を相続させることを輝元から認められる。なお、元経の存命中は婿養子の元宣が相続した1319石余の給地の内319石余を元経が知行して、その分の課役も元宣が負担することとし、もし元経の娘と元宣が離縁した場合は元宣は相続した給地を返還することと定められた。また、同日に元経は輝元から「宗左衛門尉」の官途名を与えられる。
元和2年（1616年）12月28日に死去。